# Georg Erdmann (Mediziner)
Georg Erdmann (* 12. November 1860 in Coppenbrügge; † 1943) war ein deutscher Marine-Obergeneralarzt.

## Leben
Georg Erdmann war ein Sohn des Königlichen Oberförsters August Erdmann.
Er studierte vom 27. März 1880 bis 14. März 1884 am Medicinisch-chirurgischen Friedrich-Wilhelms-Institut in Berlin Medizin und war am 1. Oktober 1880 in die Kaiserliche Marine eingetreten. Am 14. Mai 1887 promovierte er mit dem Thema Ein Beitrag zur Lehre von der Osteomyelitis und wurde am 24. August 1886 zum Assistenzarzt befördert.
Zum 26. Juli 1887 kam er wieder in die Kaiserliche Marine. Ende März 1888 erfolgte als Marine-Assistenzarzt 2. Klasse (Patent vom 24. August 1886) seine Kommandierung aus die Gneisenau. Am 25. August 1888 wurde er bei der I. Matrosendivision zum Marine-Assistenzarzt 1. Klasse noch ohne Patent befördert. 1893 war er als Marine-Stabsarzt im Marineteil Bildungsanstalten der Marinestation der Ostsee eingesetzt und erhielt später im Jahr als Schiffsarzt auf dem Schulschiff Nixe den Roten Adlerorden 4. Klasse. Mitte Januar 1894 kam er auf die Sachsen. Zum 1. November 1894 wechselte er von Bord der Sachsen zur 2. Abteilung der II. Matrosendivision. Ende April 1895 wurde er auf die Prinzeß Wilhelm kommandiert. 1905 wurde er als Geschwaderarzt des Kreuzergeschwaders zum Marine-Generaloberarzt befördert, war 1906 gleichzeitig als Vorstand des Sanitätsdepots Wilhelmshaven auch Garnisonsarzt der Stadt und war 1909 mit der Wahrnehmung der Geschäfte des Inspektionsarztes des Bildungsinstituts beim Sanitätsamt Kiel beauftragt.
1910 war er als Marine-Generaloberarzt bei der Inspektion des Bildungswesens der Marine in Kiel eingesetzt. Anfang August 1910 kam er als Flottenarzt zur Hochseeflotte und wurde hier zum Marine-Generalarzt befördert.
Am 6. April 1914 schlug der Generalstabsarzt Paul Schmidt dem Kaiser vor, Erdmann dem Rang als Marine-Obergeneralarzt zu verleihen. Dies wurde durch den Kaiser erst mal abgelehnt.
Am 10. Juni 1916 erhielt er den Charakter als Marine-Generalstabsarzt mit dem persönlichen Rang eines Konteradmirals verliehen.